# Lysiteles miniatus
Lysiteles miniatus là một loài nhện trong họ Thomisidae.
Loài này thuộc chi Lysiteles. Lysiteles miniatus được Hirotsugu Ono miêu tả năm 1980.